# Francisco de Ávila (jesuita)
Francisco de Ávila (Ávila, 1519 - Lima, 14 de abril de 1601) fue un teólogo jesuita español.
Estudió en el Colegio jesuita de Ávila. Ingresó en la Compañía de Jesús en sus inicios, 1539, y fue profesor de Teología en dicho colegio. Trasladado a Perú en 1578, enseñó Teología en el Colegio Máximo de San Pablo de Lima. Fue nombrado profesor de Teología en la Universidad de San Marcos. Considerado el Padre de la Teología en el Perú, por ser el primer profesor en dicha materia. 
Fue Calificador del Tribunal del Santo Oficio y examinador sinodal del Arzobispado. En su condición de teólogo, intervino en el IV Concilio Limense en 1591.

## Obras
- De censuris ecclesiasticis, León 1608 y 1616; Colonia,1613.
- Tratado de domicilio, Madrid,1609.
- Compendio de la Teología Moral del doctor Navarro, León 1609; Venecia 1614; París 1620.